# British Touring Car Championship 2005

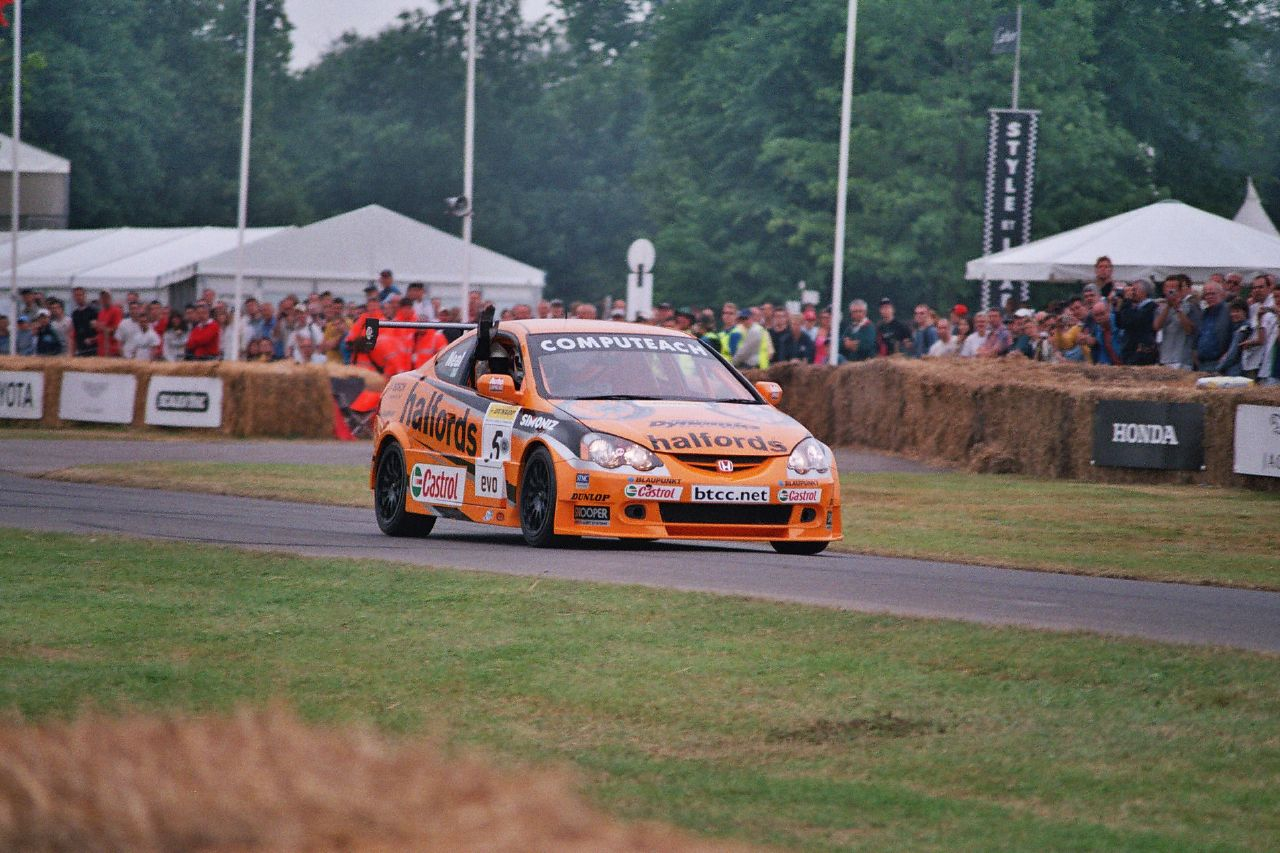
Matt Neals Honda Integra Type-R under Goodwood Festival of Speed 2005.

Dunlop MSA British Touring Car Championship 2005 var den 48:e säsongen av det brittiska standardvagnsmästerskapet, British Touring Car Championship. Säsongen kördes över 30 race, under 10 helger. Mästare i både förarmästerskapet och privatförarcupen blev Matt Neal i en Honda Integra Type-R för Team Halfords, som vann teammästerskapet. Märkesmästare blev Vauxhall.

## Tävlingskalender
| Bana                            | Segrare (Race 1) | Märke    | Segrare (Race 2) | Märke    | Segrare (Race 3) | Märke    |
| ------------------------------- | ---------------- | -------- | ---------------- | -------- | ---------------- | -------- |
| Donington Park                  | Matt Neal        | Honda    | Yvan Muller      | Vauxhall | Matt Neal        | Honda    |
| Thruxton Circuit                | Dan Eaves        | Honda    | Dan Eaves        | Honda    | Dan Eaves        | Honda    |
| Brands Hatch                    | Matt Neal        | Honda    | Matt Neal        | Honda    | Yvan Muller      | Vauxhall |
| Oulton Park                     | Jason Plato      | SEAT     | Matt Neal        | Honda    | Tom Chilton      | MG       |
| Croft Circuit                   | Colin Turkington | Vauxhall | Yvan Muller      | Vauxhall | Dan Eaves        | Honda    |
| Mondello Park                   | Yvan Muller      | Vauxhall | Colin Turkington | Vauxhall | Yvan Muller      | Vauxhall |
| Snetterton Motor Racing Circuit | Tom Chilton      | MG       | Tom Chilton      | MG       | Jason Plato      | SEAT     |
| Knockhill Racing Circuit        | Yvan Muller      | Vauxhall | Matt Neal        | Honda    | Rob Collard      | MG       |
| Silverstone Circuit             | Tom Chilton      | MG       | Luke Hines       | SEAT     | Gareth Howell    | Honda    |
| Brands Hatch                    | Dan Eaves        | Honda    | Jason Plato      | SEAT     | Rob Collard      | MG       |

## Slutställning
| Pl. | Förare           | Märke    | Poäng |
| --- | ---------------- | -------- | ----- |
| 1   | Matt Neal        | Honda    | 316   |
| 2   | Yvan Muller      | Vauxhall | 273   |
| 3   | Dan Eaves        | Honda    | 269   |
| 4   | Jason Plato      | SEAT     | 208   |
| 5   | Tom Chilton      | MG       | 175   |
| 6   | Colin Turkington | Vauxhall | 174   |
| 7   | Rob Collard      | MG       | 173   |
| 8   | James Pickford   | SEAT     | 116   |